# (4502) Elizabethann
(4502) Elizabethann es un asteroide perteneciente al cinturón de asteroides, descubierto el 29 de mayo de 1989 por Henry E. Holt desde el Observatorio del Monte Palomar, Estados Unidos.

## Designación y nombre
Designado provisionalmente como 1989 KG. Fue nombrado Elizabethann en homenaje a "Elizabeth" y "Ann Holt", hijas del descubridor.

## Características orbitales
Elizabethann está situado a una distancia media del Sol de 2,644 ua, pudiendo alejarse hasta 2,893 ua y acercarse hasta 2,396 ua. Su excentricidad es 0,093 y la inclinación orbital 13,30 grados. Emplea 1571 días en completar una órbita alrededor del Sol.

## Características físicas
La magnitud absoluta de Elizabethann es 11,7. Tiene 11,634 km de diámetro y su albedo se estima en 0,273.